# Psychanalyse dans le monde
Pour un article plus général, voir Psychanalyse.
Cette page indique la situation de la psychanalyse dans plusieurs pays à travers le monde.

## Situation vers la fin duXXesiècle
Un ouvrage collectif publié en Allemagne par Peter Kutter (de) recense en 1992 une quarantaine de pays où la psychanalyse a eu un petit ou grand impact.

## Psychanalyse en Europe
- Fédération européenne de psychanalyse

### Psychanalyse en France
En France, à la suite de la Seconde Guerre mondiale, le mouvement psychanalytique connaît des divisions internes, qui provoquent un éclatement de la Société psychanalytique de Paris.

Le mouvement psychanalytique en France, entre 1926 et 2006.

### Psychanalyse en Hongrie
- Association psychanalytique hongroise

### Psychanalyse en Italie
- Société psychanalytique italienne

## Psychanalyse en Amérique du Nord

### Psychanalyse au Canada
- Société canadienne de psychanalyse
- Société psychanalytique de Montréal

### Psychanalyse au Mexique
- Association psychanalytique mexicaine rattachée à l'Association psychanalytique internationale[4]

## Psychanalyse en Amérique Latine

### Psychanalyse en Argentine
- Association psychanalytique argentine

## Psychanalyse en Asie

### Psychanalyse en Inde
Les premières influences de la psychanalyse freudienne en Inde ont débuté à Calcutta avec Girindrashekhar Bose, médecin et psychopathologue. La Société psychanalytique indienne s'est réunie pour la première fois en 1922 avec Bose comme président et quinze membres. Bose en a demandé l'affiliation à l'Association psychanalytique internationale Freud et à Ernest Jones. Un deuxième centre s'est plus tard ouvert à Bombay, il l'a été par le psychanalyste italien, Emilio Servadio (it).

### Psychanalyse en Chine
La psychanalyse est introduite en Chine à deux reprises, au début des années 1920 et la fin du XXe siècle. La première introduction de la psychanalyse en Chine se fait à l'époque les Traités inégaux. C'est surtout la psychanalyse de Freud qui y est retenue, toutefois la diffusion est difficile, puisque la société chinoise est basée sur le Confucianisme.
En revanche, au XXe siècle, la diffusion est plus fructueuse, entre autres grâce aux travaux de Huo Datong. Ses travaux mettent de l'avant le Complexe des générations, qui tient davantage compte de l'histoire et de la culture chinoises, ainsi que de la nomination filiale, plutôt que le Complexe d'Œdipe, concept central de la psychanalyse freudienne. Huo Datong est considéré comme le pionnier de la psychanalyse en Chine. Celui-ci s'est formé auprès de Michel Guibal, un psychiatre et psychanalyste français. Dès son retour en Chine, en 1994, Huo travaillera à la conception du premier Centre psychanalytique de Chengdu. Il fait partie de ceux qui ont créé l'Association interaction psychanalyse Europe-Chine (AIPEC).

## Psychanalyse en Afrique

### Psychanalyse à Madagascar (1947-1959)
Au lendemain de la seconde guerre mondiale, et à la suite d'une insurrection survenue à Madagascar en 1947, Octave Mannoni publie un premier travail à orientation psychanalytique : Psychologie de la colonisation. Si cet ouvrage constitue un premier jalon de la psychanalyse à Madagascar, il a néanmoins connu une réception controversée et est aujourd’hui considéré comme « daté par son vocabulaire et par son ton ».
Dix ans plus tard, à la veille de l’indépendance de l’Île en 1960, Louise Marx séjourne deux ans à Madagascar, entre 1957 et 1959. Elle y propose à son tour un travail à orientation psychanalytique, qui donnera lieu à une série d’articles parus dans le Bulletin de l’Académie malgache et à des communications lors du Conseil scientifique pour l’Afrique au sud du Sahara (CSA), réuni à Antananarivo en 1959. Elle s’intéresse à la population merina, et cherche plus spécifiquement à définir « leur socle psychique », à l’aide d’une approche qui mêle anthropologie et psychanalyse. 
Afin de mener son enquête, Louise Marx fait un choix innovant pour son époque : celui de privilégier les enfants, ce que l’historien Raphaël Gallien souligne dans un article consacré à son travail. En effet, selon Gallien, “le psychisme de l’enfant en situation coloniale n’était que faiblement pensée ”.  À partir de dessins et de rêves collectés, Marx observe le poids du traumatisme de la circoncision chez les jeunes garçons. « Semblable en cela au héros du Procès de Kafka, le Merina vit dans un univers placé sous le signe de la Faute comme s’il était sous la menace d’un châtiment pour un délit que bien entendu il n’a pas commis», observe-t-elle.  Dès lors, son enquête se donne pour objectif de «déchiffrer le langage de l’inconscient et [de révéler], au travers des symboles par lesquels il s’exprime, combien perturbatrices ont été les circonstances dans lesquelles s’est effectuée cette cérémonie en apparence si bénigne».
Également, Louise Marx remarque que ce sentiment de culpabilité, issu de la tradition, s'est accru par la présence nouvelle du christianisme (et par la notion de péché qui lui est rattaché) dans le contexte colonial qu'a connu Madagascar. Soulignant « le traumatisme que [la colonisation] a été pour nombre de Malgaches», elle affirme que son travail s’inscrit dans les changements historiques majeurs qu'a connu l'Île. Elle invite par ailleurs à poursuivre le travail autour du « climat psychologique nouveau qui résulte de la naissance de la République malgache ». Ainsi, la démarche de Louise Marx a contribué à comprendre la structure psychique des Mérinas, qui fut bien souvent rendue inintelligible par le biais colonial. De fait, à la veille de l’indépendance du pays, son travail a contribué à appréhender chacun de ses patients dans leur singularité, tout en cherchant, à travers eux, à comprendre les rouages de l’inconscient collectif merina.
- Cet article est partiellement ou en totalité issu de l'article intitulé « Psychanalyse » (voir la liste des auteurs).

### Articles annexes
- Psychanalystes par pays
- Histoire de la psychanalyse